# Назимов, Николай Николаевич
Никола́й Никола́евич Нази́мов (8 (19) марта 1794 — 8 (20) мая 1854) — русский вице-адмирал, участник Отечественной войны 1812 года, член Общего присутствия Морского интендантства. Его братья, Платон и Сергей — офицеры.

## Происхождение
Родился 8 (19) марта 1794 года. Происходил из древнего дворянского рода Назимовых. Дореволюционные энциклопедии упоминают о Назимовых, сражавшихся под Псковом еще в Ливонскую войну.
Новоржевский помещик. 

## Послужной список
1 марта 1808 года произведен в гардемарины, плавал в течение трех лет в Финском заливе. В 1811 году окончил Морской кадетский корпус и 3 марта того же года произведен в мичманы. В 1811-1813 годах служил на транспортах №20 и «Филадельфия» в Балтийском море. Участник Отечественной войны 1812 года.
30 марта 1816 года произведен в лейтенанты. В 1817-1818 годах на корабле «Дрезден перешел от Кронштадта в Кадис и на испанском транспорте возвратился в Кронштадт. В кампанию 1820 года, командуя транспортом «Фригант», крейсировал между Кронштадтом, Свеаборгом и Або. В 1821-1825 годах на брандвахтенном фрегате «Быстрый» находился на кронштадтском рейде и командовал брандвахтенным бригом «Коммерстракс» на северном кронштадтском фарватере. 20 декабря 1825 года был назначен адъютантом к главному командиру Кронштадтского порта.
30 декабря 1826 года произведен в капитан-лейтенанты. В том же году, командуя шхуной «Радуга», производил описание Балтийского моря. 27 января 1827 года назначен старшим адъютантом Морского штаба.
8 апреля 1830 года назначен командиром строящегося фрегата «Юнона» с переводом в 25-й флотский экипаж. В 1831–1835 годах командовал фрегатом «Юнона» Балтийского флота. 22 апреля 1834 года произведен в капитаны 2-го ранга. В 1836 году назначен командиром корабля «Березина» и командиром 27-го флотского экипажа. 18 апреля 1837  произведен в капитаны 1-го ранга. В 1838 году награжден орденом Св. Станислава II степени.  В 1841 году командовал проводкой новопостроенного корабля «Выборг» из С.-Петербурга в Кронштадт. В 1842 году назначен командиром отряда кораблей при перевозке десантных войск из Свеаборга и Роченсальма в Кронштадт и при доставке грузов из Кронштадта в Данциг.  В 1843-1845 годах, командуя кораблем «Выборг» крейсировал в Балтийском и Немецком морях. В кампанию 1846 года, командуя отрядом транспортных судов, руководил перевозкой дубовых лесов с острова Эзель в Кронштадт. В том же году награжден орденом Св. Анны II степени. 
6 декабря 1846 года произведен контр-адмиралы с назначением командиром 1-й бригады 1-й флотской дивизии. С этого времени плавал в Балтийском и Немецком морях, имея свой флаг последовательно на кораблях «Красный», «Бриенн» и «Березина». 5 декабря 1849 года награжден орденом Св. Владимира III степени. 5 декабря 1852 года награжден орденом Св. Станислава I степени. 19 апреля 1853 года произведен в вице-адмиралы с назначением членом Общего присутствия Морского интендантства. С началом Крымской войны ему было поручено заведовать составлением морского ополчения, на этом посту и скончался при исполнении служебного долга.
Умер 8 (20) мая 1854 года в Санкт-Петербурге. Похоронен на Волковском православном кладбище.

## Награды
- Орден Св. Георгия 4-го класса  «За беспорочную выслугу 25 лет в офицерских чинах» (№ 5560; 29 ноября 1837)
- Орден Св. Станислава 1-й степени
- Орден Св. Владимира 3-й степени
- Орден Св. Анны 2-й степени

## Семья
Жена — Анастасия Аркадьевна, урождённая Бахтина (08.12.1802—20.01.1881), происходившая из Опочецкого уезда Псковской губернии. У них было 7 детей. Сыновья:
- Николай  (1822—1867) — контр-адмирал, исследователь Тихого океана, публицист.
- Павел (1829—1902) — адмирал, с 1894 член Адмиралтейств-совета.
- Константин (1838—1905) — вице-адмирал, директор маяков и лоций Каспийского моря.
- Александр (1836—1871) — капитан-лейтенант.
- Владимир (?—?), в 1877 году — полковник.